# Karl Nord
Karl Nord (* 10. Januar 1912 in Ludwigshafen am Rhein; † 11. April 2003 ebenda) war gelernter Laborant und Kraftwagenführer. Von 1933 bis 1938 arbeitete er im Untergrund der illegalen SAP im Widerstand gegen den Nationalsozialismus und war von 1938 bis 1941 inhaftiert. Nach dem Zweiten Weltkrieg war Karl Nord von 1945 bis 1977 Leiter des Kulturamtes der Stadt Ludwigshafen am Rhein.

## Leben

### Politisches Wirken bis 1933
1926 trat der Sohn eines Kohlenhändlers mit 14 Jahren, während seiner Ausbildung zum Chemielaboranten, in die Sozialistische Arbeiter-Jugend (SAJ) ein und bildete sich auf Partei- und Gewerkschaftsseminaren sowie in einem Lehrgang der Heimvolkshochschule Tinz weiter und arbeitete als Kraftfahrer im väterlichen Betrieb.
1930 ging er in den Reichsbanner Schwarz-Rot-Gold, 1931 dann in die Eiserne Front. 1932/1933 wechselte Karl Nord mit SAJ-Freunden zur Sozialistischen Arbeiterpartei Deutschlands (SAP) über. Mit der „Machtergreifung“ der NSDAP beschloss die Parteivorstandsmehrheit der SAP im März 1933 die Selbstauflösung und den Anschluss an SPD oder KPD; das Gros der Mitgliedschaft widersetzte sich der Auflösung und stellte sich auf die Untergrundarbeit ein.

### Arbeit in der illegalen SAP 1933–1938
Karl Nord arbeitete politisch im Untergrund in der illegalen SAP weiter, z. B. in dem er Fanal, die Zeitung der SAP verteilte und Plakate gegen Hitler an Werkstore klebte. Auf Grund der streng konspirativen Arbeitsweise der SAP im südwestdeutschen Raum blieben die dortigen Organisationsstrukturen der Partei bis zum Frühjahr 1938 weitestgehend intakt.

### Politische Haft 1938–1941
Anfang September 1938 wurde Karl Nord von der Gestapo Ludwigshafen im Rahmen der Zerschlagung der SAP-Strukturen im südwestdeutschen Raum verhaftet und vernommen. Noch am gleichen Tag wurde er in die Mannheimer Untersuchungshaftanstalt verbracht und von der Gestapo Mannheim verhört. In einem Prozess im Juni 1939 wegen Vorbereitung zum Hochverrat angeklagt und zu sieben Jahren Zuchthaus und Ehrverlust verurteilt, verbüßte Karl Nord seine Strafe im Zuchthaus Ludwigsburg.

### Haftentlassung und Kriegseinsatz 1941–1945
Karl Nord wurde 1941 auf Bewährung freigelassen und 1943 in die Strafdivision 999 der deutschen Wehrmacht eingezogen. Er kam 1945 in englische Kriegsgefangenschaft, wurde aber im gleichen Jahr entlassen.

### Kulturarbeit für Ludwigshafen nach 1945
Karl Nord wurde Ende 1945 Leiter des Kulturamtes der Stadt Ludwigshafen am Rhein und schloss sich der SPD an. Zudem führte in den ersten Nachkriegsjahren auch das Presseamt der Stadt. Bis zu seiner Pensionierung im Jahr 1977 blieb er Leiter des Kulturamtes. In seine Amtszeit fallen u. a. der Neubau des Pfalzbaus, die Gründung der Theatergemeinde und der Städtischen Musikschule.